# しおつかこうへい
しおつか こうへい（1971年6月5日 - ）は、日本の劇作家、演出家、俳優、声優。茨城県取手市出身。東京俳優生活協同組合（俳協）所属。以前は塩塚 晃平（読み同じ）名義で活動しており、賢プロダクションに所属していた。

## 来歴
東京農業大学卒業。東京農業大学と日本大学文理学部の学生、およびその出身者で構成されていた劇団、桜丘社中を主宰（2007年に解散）。
1998年にラフカット’98『ハローグッバイ』（作・演出/高橋いさを）に出演した際、当公演の演出助手を務めていた太田善也と知り合い、その後しばらく太田の率いる散歩道楽に出演する。
2000年には鈴置洋孝プロデュース『誰かが誰かを愛してる』（演出/堤泰之）に出演。この時共演した内海賢二、野村道子との縁で、賢プロダクションに入る。
2003年には劇団道学先生『兄妹丼』（作/中島敦彦）に出演。
また俳優の佐藤二朗率いる劇団ちからわざや、声優のTARAKOらが率いるNAO-TAなど、多くの団体に客演する。
執筆活動も多く、KAKUTAの桑原裕子らと参加した雷電や、鈴置洋孝プロデュース最終公演、田中真弓が主演した劇団一の会などに脚本提供している。アニメシナリオや舞台の脚本執筆、舞台演出、声優、俳優と、多岐にわたる活動をしている。

## 人物
声種はハイバリトン
特技は剣道、ピアノ、ギター、牛の乳搾り、バレーボール。趣味・スポーツはサッカー観戦、フットサル、映画鑑賞。
免許・資格は普通自動車、高等学校普通教職免許（農業科）。

## 出演

### テレビアニメ
2003年
- 藍より青し〜縁〜（カップルの男、噛ませ犬）
- GAD GUARD（村人）
- DEAR BOYS（高野勇次）

2004年
- サムライチャンプルー （用心棒）

2005年
- 焼きたて!!ジャぱん（石山朋蔵、SP）

2009年
- RIDEBACK -ライドバック-（テニス部員A）

2012年
- 探検ドリランド（ベルガー）

2025年
- クレバテス-魔獣の王と赤子と屍の勇者-（ピート）

### ゲーム
- 428 〜封鎖された渋谷で〜（2008年、チュンソフト） - 大洗真之介 役

### ドラマCD
- あやかしコンビニエンス（おじいちゃん、蛸入道[4]）
- √3＝ (ひとなみにおごれやおなご) vol.1（猿隈・伝九郎[5]）

### 吹き替え
- アルティメット・バトル
- キングダム・オブ・アーク
- ザ・プラクティス ボストン弁護士ファイル Year5
- シティコネクション
- ジャック&ジル
- トワイスインア・ライフタイム
- パリの恋人
- フリークス学園
- マイ・ボス マイ・ヒーロー
- 名探偵モンク3

### ナレーション
- CM「サンリオハーモニーランド」
- フィッシングプラン

### 舞台
鈴置洋孝プロデュース作品
- 誰かが誰かを愛してる
- 恋の片道切符
- 愛さずにはいられない
- この素晴らしき世界（脚本）

鈴舟作品
- オンリーユー（脚本/出演）
- 太陽のあたる場所

道学先生作品
- 兄妹丼
- 酒坊ちゃん

劇団ちからわざ作品
- ランプ
- ムコウカタ

劇団一の会作品
- スナフキャン（脚本/演出/出演　演出家コンクール新人賞最終選考）
- オガマルン（脚本/演出/出演）
- ナイショッ（脚本/出演）

散歩道楽系作品
- レモンスター（主演　於：シアタートラム）
- ロマンチックにヨロシク（於：池袋あうるすぽっと）
- あたるも八卦!?（於：銀座博品館）

### テレビドラマ
- ウルトラシリーズ（テレビ東京）
  - ウルトラマンギンガS 第12話（2014年11月25日） - 丹葉 / 幻覚宇宙人メトロン星人ジェイス（SD）の声[6]
  - ウルトラマンブレーザー 第3話（2023年7月22日） - 航空部隊指揮官の声
  - ウルトラマンアーク 第14話（2024年10月12日） - 丹生谷班長 役
- ワカコ酒（2015年1月8日 - 3月26日、BSジャパン、テレビ東京ほか） - オカダ役
  - ワカコ酒 Season2（2016年1月8日 - 3月25日）
  - ワカコ酒 Season3（2017年4月7日 - 6月23日）
  - ワカコ酒 Season4（2019年1月7日 - 3月25日）
  - ワカコ酒 Season5（2020年4月7日 - 6月23日）
  - ワカコ酒 SP 飛騨酒蔵めぐり（2020年12月29日・12月30日）
  - ワカコ酒 Season6（2022年1月11日 - 3月29日）
  - ワカコ酒 Season7（2023年7月4日 - 9月19日）[7]
  - ワカコ酒 Season8（2025年1月9日 - 3月27日）[8]
  - ワカコ酒 Season9（2025年10月2日〈予定〉 - ）[9]
- アノニマス〜警視庁“指殺人”対策室〜 第7話（2021年3月8日、テレビ東京）
- クールドジ男子 第1話・第2話・第4話（2023年4月15日・4月22日・5月6日、テレビ東京） - 店長 役

### 映画
- THE NEXT GENERATION -パトレイバー-（御酒屋慎司）
- 大怪獣の湯[10]

### 初出話一覧
1. ↑  第6話初出